# Heinrich (Oppeln-Falkenberg)
Heinrich von Falkenberg (auch Heinrich von Oppeln-Falkenberg;  * um 1340; † 14. September 1382) war Herzog von Oppeln und ab 1362/65 Herzog von Falkenberg. Er war ein Lehnsmann der Krone Böhmen und entstammte dem Oppelner Zweig der Schlesischen Piasten.

## Leben
Heinrichs Eltern waren Bolko II. von Falkenberg und Euphemia, eine Tochter des Breslauer Herzogs Heinrich VI.
Nach dem Tod seines Vaters 1362/65 übernahm Heinrichs ältester Bruder Boleslaus/Bolko die Regentschaft über das Herzogtum Falkenberg zugleich für den zweitgeborenen Wenzel und den jüngsten Bruder Heinrich.
Nachdem der ältere Bruder Boleslaus/Bolko 1367 oder 1368 dem Vater im Tod folgte, regierten Heinrich und Wenzel gemeinsam. Wenzel starb jedoch schon 1369 ebenfalls ohne Nachkommen. Der damals erst 16-jährige Heinrich war somit ab 1369 alleinregierender Herzog von Falkenberg. Schon kurze Zeit später schloss er einen Erbvertrag mit seinen Vettern, den Oppelner Herzögen Wladislaus II. und Bolko III., der im März 1372 vom böhmischen Landesherrn Karl IV. bestätigt wurde. Mit dem Erbvertrag wurde festgelegt, dass das Herzogtum Falkenberg im Falle von Heinrichs kinderlosem Tod an die Oppelner Herzöge fallen solle.
Ab 1371 führte Heinrich einen jahrelangen Streit mit dem Breslauer Bischof Preczlaw von Pogarell um das Wohnrecht auf der bischöflichen Burg Jauernig.
1372 vermählte sich Heinrich mit Katharina, einer Tochter des Markgrafen Johann Heinrich von Mähren. 1373 verlieh er Oberglogau das Magdeburger Stadtrecht, und am 24. Februar 1379 stiftete er an der dortigen Stadtpfarrkirche St. Bartholomäus ein Kollegiatstift mit vier Prälaturen und neun Kanonikaten sowie einer Kollegiatsschule. 
Heinrich, der als seinen Wohnsitz Oberglogau bevorzugte, starb 1382. Er wurde in der Kollegiatkirche St. Bartholomäus an der Seite seiner Frau beigesetzt, die dort schon vier Jahre vorher ihre letzte Ruhestätte fand. Mit ihm erlosch die direkte Linie Falkenberg der Oppelner Piasten.
Trotz des bestehenden Erbvertrags mit den Oppelner Herzögen versuchte Karls IV. Sohn und Nachfolger Wenzel, nach Heinrichs Tod das Herzogtum Falkenberg seinem verdienten Hofrichter und Diplomaten Primislaus I. von Teschen zu übertragen. Wegen des Widerstands der Oppelner Herzöge konnte er sich jedoch nicht durchsetzen.